# Uziemienie

Symbol uziomu

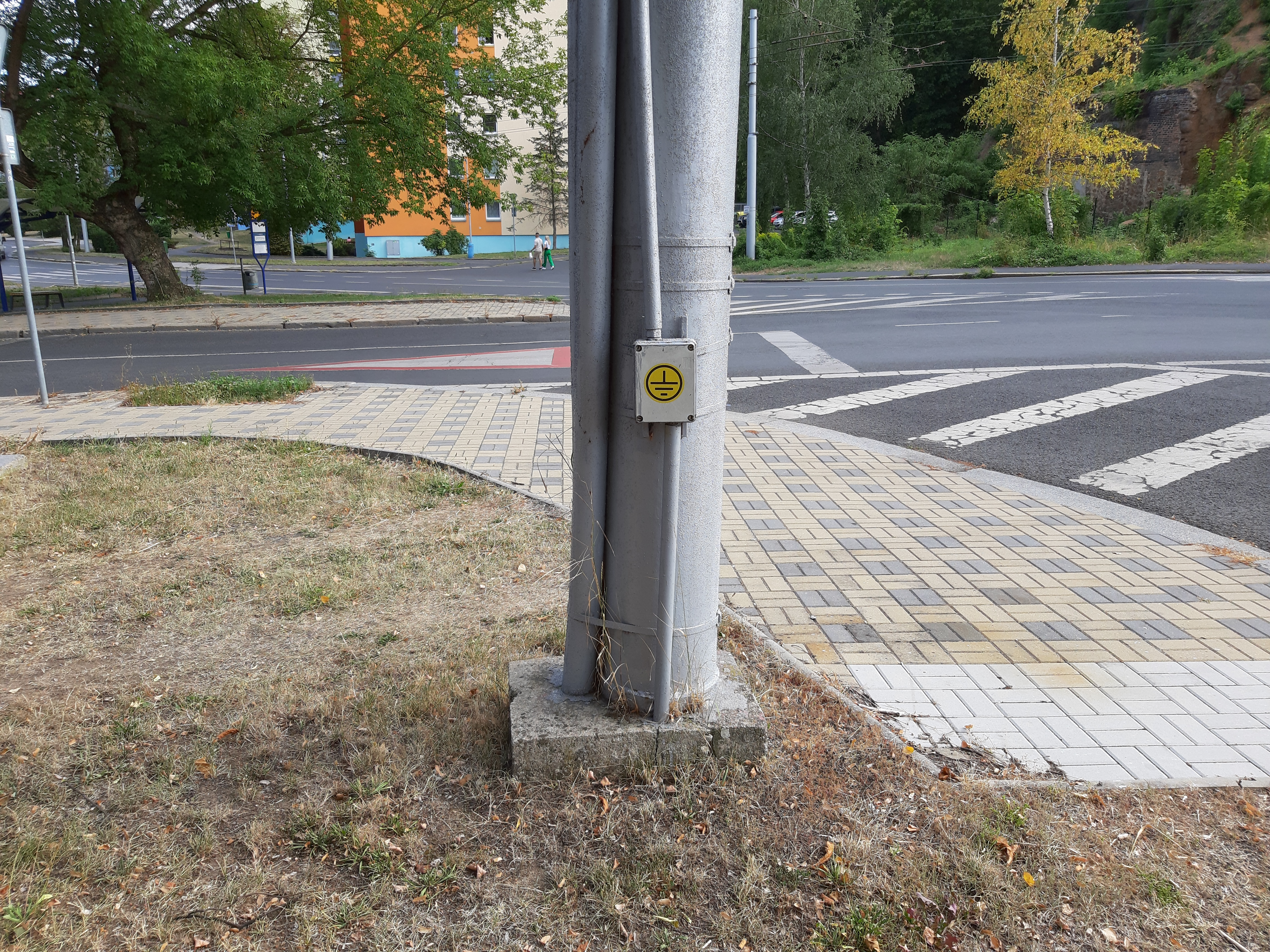
Symbol uziemienia na oświetleniu ulicznym

Uziemienie – przewód wykonany z przewodnika łączący ciało naelektryzowane z ziemią. W wyniku połączenia ciało naelektryzowane oddaje lub przyjmuje odpowiednią liczbę ładunków, ulegając zobojętnieniu (staje się elektrycznie obojętne).
W elektrotechnice i elektronice – połączenie określonego punktu obwodu elektrycznego z ziemią, celem zapewnienia bezpiecznej i prawidłowej pracy urządzeń elektrycznych.
W skład urządzenia uziemiającego (w skrócie uziemienia) wchodzą następujące części:
- uziom lub uziomy (układ uziomowy)
- przewody uziomowe
- przewody łączące (w układach uziomowych)
- zacisk uziomowy probierczy
- przewód uziemiający główny (szyna uziemiająca)
- przewody uziemiające

## Rodzaje uziemień
- Uziemienie ochronne (ang. protective earthing lub protective grounding w USA[1]) – połączenie dostępnych dla dotyku metalowych części przewodzących urządzeń elektrycznych z uziomem o rezystancji uziemienia skoordynowanej z charakterystyką zabezpieczenia zwarciowego w celu zapewnienia ochrony przeciwporażeniowej. Jest środkiem ochrony przeciwporażeniowej dodatkowej w układzie TT oraz IT. Pojęcie to jest obecnie eliminowane z użycia w odniesieniu do instalacji niskiego napięcia.
- Uziemienie funkcjonalne (ang. functional earthing) lub inaczej uziemienie robocze (ang. operational earthing[2]) to uziemienie określonego punktu obwodu elektrycznego w celu zapewnienia prawidłowej pracy urządzeń elektrycznych w warunkach zwykłych i zakłóceniowych. Uziemienie robocze umożliwia ochronę sieci niskiego napięcia przed skutkami przeniesienia się na nią wyższego napięcia. Uziemienie robocze wykonuje się w instalacjach i urządzeniach elektrycznych połączonych bezpośrednio z siecią rozdzielczą lub zasilanych z układu o napięciu wyższym niż 1 kV przez transformator lub przetwornicę.
- Uziemienie odgromowe – służy do odprowadzenia do ziemi udarowych prądów wyładowań atmosferycznych.
- Uziemienie pomocnicze – wykorzystuje się dla celów ochrony przeciwzakłóceniowej oraz w układach pomiarowych.